# Ronald Koeman
Ronald Koeman (Zaandam, 1963. március 21. –) holland labdarúgóedző és korábbi labdarúgó, Európa-bajnok.
Játékosként évekig szerepelt az FC Barcelona együttesében, amellyel 1992-ben megnyerte a Bajnokcsapatok Európa-kupáját, illetve négyszer egymás után a spanyol bajnokságot.
Edzői pályafutása során volt az Ajax, a Benfica, a Valencia, a Feyenoord, az Everton és a Barcelona szakvezetője is.
A bátyja Erwin Koeman, édesapjuk Martin Koeman.

## Klubjai
- 1980–1983 FC Groningen
- 1983–1986 AFC Ajax
- 1986–1989 PSV
- 1989–1995 FC Barcelona
- 1995–1997 Feyenoord

## Sikerei, díjai
Ajax
- Eredivisie: 1984–85
- KNVB kupa: 1985–86

PSV
- Eredivisie: 1984–85
- KNVB kupa: 1986–87, 1987–88, 1988–89
- BEK: 1987–1988

Barcelona
- La Liga: 1990–1991, 1991–1992, 1992–1993, 1993–1994
- Copa del Rey: 1989–90
- Supercopa de España: 1991, 1992, 1994
- BEK: 1991–1992
- UEFA-szuperkupa: 1992

Hollandia
- Európa-bajnokság :1988-as Európa-bajnokság

### Játékosként
- Az év holland labdarúgója: 1987, 1988
- 1988-as Európa-bajnokság a torna csapatában

### Edzőként
Ajax
- Eredivisie bajnok (2): 2001-02, 2003-04
- KNVB kupagyőztes (2): 2001–02, 2003–04
- Johan Cruijff Shield győztes (1): 2002

Benfica
- Szuperkupa győztes (1): 2005

PSV
- Eredivisie bajnok: (1): 2006–2007

Valencia
- Copa del Rey győztes (1): 2007–08

AZ
- Johan Cruyff Shield győztes (1): 2009

Fc Barcelona
- Joan Gamper-kupa győztes (1): 2020
- Copa del Rey győztes (1): 2020–21

### Egyéni
- Rinus Michels Award:2011–12
- Premier League – A hónap edzője díj: 2014. szeptember,[1] 2015. január,[2] 2016. január

## Játékos statisztikái

### Klubokban
| Klub Teljesítmény | Klub Teljesítmény | Klub Teljesítmény | League          | League | Kupa            | Kupa         | Szuperkupa         | Szuperkupa         | Európai         | Európai | Egyéb           | Egyéb | Összesen        | Összesen |
| Szeptember        | Klub              | Bajnokság         | Pályára lépések | Gólok  | Pályára lépések | Gólok        | Pályára lépések    | Gólok              | Pályára lépések | Gólok   | Pályára lépések | Gólok | Pályára lépések | Gólok    |
| Hollandia         | Hollandia         | Hollandia         | League          | League | KNVB Cup        | KNVB Cup     | Holland Szuperkupa | Holland Szuperkupa | Európai         | Európai | Egyéb           | Egyéb | Összesen        | Összesen |
| ----------------- | ----------------- | ----------------- | --------------- | ------ | --------------- | ------------ | ------------------ | ------------------ | --------------- | ------- | --------------- | ----- | --------------- | -------- |
| 1980–81           | Groningen         | Eredivisie        | 24              | 4      | 3               | 2            | –                  | –                  | –               | –       | –               | –     | 27              | 6        |
| 1981–82           | Groningen         | Eredivisie        | 33              | 14     | 1               | 0            | –                  | –                  | –               | –       | –               | –     | 34              | 15       |
| 1982–83           | Groningen         | Eredivisie        | 33              | 14     | 4               | 0            | –                  | –                  | –               | –       | –               | –     | 37              | 14       |
| 1983–84           | Ajax              | Eredivisie        | 32              | 7      | 4               | 2            | –                  | –                  | 2               | 0       | –               | –     | 38              | 9        |
| 1984–85           | Ajax              | Eredivisie        | 30              | 9      | 2               | 1            | –                  | –                  | 4               | 3       | –               | –     | 36              | 13       |
| 1985–86           | Ajax              | Eredivisie        | 32              | 7      | 6               | 1            | –                  | –                  | 2               | 0       | –               | –     | 40              | 8        |
| 1986–87           | PSV               | Eredivisie        | 34              | 16     | 3               | 3            | –                  | –                  | 2               | 0       | –               | –     | 39              | 19       |
| 1987–88           | PSV               | Eredivisie        | 32              | 21     | 6               | 4            | –                  | –                  | 8               | 1       | –               | –     | 46              | 26       |
| 1988–89           | PSV               | Eredivisie        | 32              | 14     | 6               | 1            | –                  | –                  | 4               | 2       | 3               | 1     | 45              | 18       |
| Spanyolország     | Spanyolország     | Spanyolország     | League          | League | Copa del Rey    | Copa del Rey | Spanyol szuperkupa | Spanyol szuperkupa | Európai         | Európai | Egyéb           | Egyéb | összesen        | összesen |
| 1989–90           | Barcelona         | La Liga           | 36              | 14     | 7               | 4            | –                  | –                  | 4               | 1       | 1               | 0     | 48              | 19       |
| 1990–91           | Barcelona         | La Liga           | 21              | 6      | 4               | 2            | 0                  | 0                  | 7               | 4       | –               | –     | 32              | 12       |
| 1991–92           | Barcelona         | La Liga           | 35              | 16     | 2               | 0            | 1                  | 0                  | 11              | 1       | –               | –     | 49              | 17       |
| 1992–93           | Barcelona         | La Liga           | 33              | 11     | 3               | 0            | 1                  | 0                  | 3               | 0       | 3               | 0     | 43              | 11       |
| 1993–94           | Barcelona         | La Liga           | 35              | 11     | 2               | 0            | 1                  | 0                  | 12              | 8       | –               | –     | 50              | 19       |
| 1994–95           | Barcelona         | La Liga           | 32              | 9      | 1               | 0            | 1                  | 0                  | 8               | 1       | –               | –     | 42              | 10       |
| Hollandia         | Hollandia         | Hollandia         | League          | League | KNVB Cup        | KNVB Cup     | Holland Szuperkupa | Holland Szuperkupa | Európai         | Európai | Egyéb           | Egyéb | összesen        | összesen |
| l1995–96          | Feyenoord         | Eredivisie        | 31              | 10     | 3               | 1            | 1                  | 0                  | 7               | 3       | –               | –     | 42              | 14       |
| 1996–97           | Feyenoord         | Eredivisie        | 30              | 9      | 2               | 0            | –                  | –                  | 5               | 0       | –               | –     | 37              | 9        |
| összesen          | Hollandia         | Hollandia         | 343             | 126    | 40              | 15           | 1                  | 0                  | 34              | 9       | 3               | 1     | 421             | 151      |
| összesen          | Spanyolország     | Spanyolország     | 192             | 67     | 19              | 6            | 4                  | 0                  | 45              | 15      | 4               | 0     | 264             | 88       |
| Karrier összesen  | Karrier összesen  | Karrier összesen  | 535             | 193    | 59              | 21           | 5                  | 0                  | 79              | 24      | 7               | 1     | 685             | 239      |

### A válogatottban[8]
| Hollandia | Hollandia       | Hollandia |
| Év        | Pályára lépések | Gólok     |
| --------- | --------------- | --------- |
| 1983      | 6               | 1         |
| 1984      | 1               | 0         |
| 1985      | 1               | 0         |
| 1986      | 6               | 0         |
| 1987      | 7               | 2         |
| 1988      | 10              | 1         |
| 1989      | 8               | 3         |
| 1990      | 9               | 3         |
| 1991      | 4               | 0         |
| 1992      | 12              | 0         |
| 1993      | 5               | 2         |
| 1994      | 9               | 2         |
| összesen  | 78              | 14        |

### Góljai a válogatottban
| Koeman – góljai a Holland válogatottban | Koeman – góljai a Holland válogatottban | Koeman – góljai a Holland válogatottban       | Koeman – góljai a Holland válogatottban | Koeman – góljai a Holland válogatottban | Koeman – góljai a Holland válogatottban | Koeman – góljai a Holland válogatottban           |
| #                                       | Dátum                                   | Helyszín                                      | Ellenfél                                | Gól                                     | Eredmény                                | Verseny                                           |
| --------------------------------------- | --------------------------------------- | --------------------------------------------- | --------------------------------------- | --------------------------------------- | --------------------------------------- | ------------------------------------------------- |
| 1                                       | 1983. szeptember 7.                     | Oosterpark Stadion, Groningen, Hollandia      | Izland                                  | 1–0                                     | 3–0                                     | 1984-es Európa-bajnokság selejtező                |
| 2                                       | 1987. december 9.                       | Stadion De Meer, Amszterdam, Hollandia        | Ciprus                                  | 3–0                                     | 4–0                                     | 1988-as Európa-bajnokság selejtező                |
| 3                                       | 1987. december 16.                      | Diagoras Stadium, Rodosz, Görögország         | Görögország                             | 0–1                                     | 0–3                                     | 1988-as Európa-bajnokság selejtező                |
| 4                                       | 1988. június 21.                        | Volksparkstadion, Hamburg, Nyugat-Németország | NSZK                                    | 1–1                                     | 1–2                                     | 1988-as labdarúgó-Európa-bajnokság                |
| 5                                       | 1989. március 22.                       | Philips Stadion, Eindhoven, Hollandia         | Szovjetunió                             | 2–0                                     | 2–0                                     | Barátságos mérkőzés                               |
| 6                                       | 1989. szeptember 6.                     | Olimpiai Stadion, Amszterdam, Hollandia       | Dánia                                   | 1–0                                     | 2–2                                     | Barátságos mérkőzés                               |
| 7                                       | 1989. november 15.                      | De Kuip, Rotterdam, Hollandia                 | Finnország                              | 3–0                                     | 3–0                                     | 1990-es labdarúgó-világbajnokság-selejtező (UEFA) |
| 8                                       | 1990. március 28.                       | Olimpiai Stadion, Kijev, Ukrajna              | Szovjetunió                             | 1–1                                     | 2–1                                     | Barátságos mérkőzés                               |
| 9                                       | 1990. május 30.                         | Praterstadion, Bécs, Ausztria                 | Ausztria                                | 3–1                                     | 3–2                                     | Barátságos mérkőzés                               |
| 10                                      | 1990. június 24.                        | San Siro, Milánó, Olaszország                 | NSZK                                    | 2–1                                     | 2–1                                     | 1990-es világbajnokság                            |
| 11                                      | 1993. szeptember 22.                    | Renato Dall’Ara Stadion, Bologna, Olaszország | San Marino                              | 0–7                                     | 0–7                                     | 1994-es labdarúgó-világbajnokság-selejtező        |
| 12                                      | 1993. október 13.                       | De Kuip, Rotterdam, Hollandia                 | Anglia                                  | 1–0                                     | 2–0                                     | 1994-es labdarúgó-világbajnokság-selejtező        |
| 13                                      | 1994. január 19.                        | Stade Olympique El Menzah, Tunisz, Tunézia    | Tunézia                                 | 2–2                                     | 2–2                                     | Barátságos mérkőzés                               |
| 14                                      | 1994. június 1.                         | Philips Stadion, Eindhoven, Hollandia         | Magyarország                            | 3–1                                     | 7–1                                     | Barátságos mérkőzés                               |

## Edzői statisztikái
2023. november 21-én lett frissítve.
| Csapat      | –tól                | –ig                 | Mérleg | Mérleg | Mérleg | Mérleg | Mérleg | Mérleg | Mérleg | Mérleg |
| Csapat      | –tól                | –ig                 | M      | GY     | D      | V      | RG     | KG     | GK     | GY %   |
| ----------- | ------------------- | ------------------- | ------ | ------ | ------ | ------ | ------ | ------ | ------ | ------ |
| Vitesse     | 2000. január 1.     | 2001. december 2.   | 79     | 40     | 23     | 16     | 132    | 77     | +55    | 50.63  |
| Ajax        | 2001. december 3.   | 2005. február 25.   | 151    | 94     | 30     | 27     | 320    | 147    | +173   | 62.25  |
| Benfica     | 2005. június 8.     | 2006. május 8.      | 49     | 27     | 11     | 11     | 64     | 38     | +26    | 55.1   |
| PSV         | 2006. július 1.     | 2007. október 31.   | 63     | 39     | 11     | 13     | 121    | 51     | +70    | 61.9   |
| Valencia    | 2007. november 5.   | 2008. április 21.   | 34     | 11     | 9      | 14     | 38     | 47     | −9     | 32.35  |
| AZ          | 2009. május 18.     | 2009. december 5.   | 24     | 11     | 4      | 9      | 44     | 30     | +14    | 45.83  |
| Feyenoord   | 2011. július 21.    | 2014. május 31.     | 114    | 65     | 22     | 27     | 229    | 133    | +96    | 57.02  |
| Southampton | 2014. június 16.    | 2016. június 14.    | 91     | 44     | 17     | 30     | 140    | 93     | +47    | 48.35  |
| Everton     | 2016. június 14.    | 2017. október 23.   | 58     | 24     | 14     | 20     | 85     | 74     | +11    | 41.38  |
| Hollandia   | 2018. február 6.    | 2020. augusztus 19. | 20     | 11     | 5      | 4      | 43     | 18     | +25    | 55     |
| Barcelona   | 2020. augusztus 19. | 2021. október 27.   | 67     | 39     | 12     | 16     | 138    | 75     | +63    | 58.21  |
| Hollandia   | 2023. január 1.     | jelenlegi           | 10     | 6      | 0      | 4      | 21     | 14     | +7     | 60     |
| Összesen    | Összesen            | Összesen            | 764    | 412    | 159    | 193    | 1382   | 804    | +578   | 53.93  |